# Ødum
Ødum er en landsby lige øst for Nordjyske Motorvejs afkørsel 44 med 343 indbyggere  (2024). Ødum hører til Favrskov Kommune i Region Midtjylland.
I landsbyen ligger Ødum Kirke, som er beliggende i Ødum Sogn.
Sekundærrute 180 passerer lige gennem byen. 2 km syd for Ødum findes Spørring og 2 km vest for Ødum findes Selling.